# Вузькочеревний удав
Вузькочеревний удав (Corallus) — неотруйна змія з родини удавові. Має 7 видів. Інша назва «деревні удави».

## Опис
Загальна довжина представників цього роду коливається від 1,4 до 2,3 м. Мають сильний м'язистий тулуб, довгий чіпкий хвіст, розширену голову з довгою витягнутою мордою. Очі відносно великі, мають вертикальні зіниці. Верхньогубні щитки великі, розділені глибокими, добре помітними борозенками. Забарвлення дуже різноманітне, у більшості видів виражені індивідуальна, вікова та географічна мінливість забарвлення.

## Спосіб життя
Полюбляють дощові та прибережні ліси, хоча деякі види зустрічаються у сухих лісах та лісистій савані. Ці удави ведуть переважно деревний спосіб життя. Активні вночі. Живляться дрібними ссавцями, наприклад кажанами, яких ловлять за крила. Теплові рецептори на морді дозволяють цим удавам полювати на теплокровних тварин у повній темряві. Живляться також птахами.
Більшість яйцеживородні змії. Самка народжує до 15 удавів. Деякі види живородні (10—12 дитинчат).

## Розповсюдження
Мешкають у Південній Америці від Гватемали до півдня Бразилії та на островах Карибського басейну.

## Види
- Corallus annulatus
- Corallus batesi
- Corallus caninus
- Corallus cookii
- Corallus cropanii
- Corallus hortulanus
- Corallus ruschenbergerii